# STS-52
إس تي إس-52 (بالإنجليزية: STS-52)‏ الرحلة الحادية والخمسون ضمن برنامج مكوك الفضاء لوكالة ناسا، والرحلة الثالثة عشر على متن مكوك الفضاء كولومبيا، انطلقت الرحلة في 22 أكتوبر 1992 من مركز كينيدي للفضاء ، وهبطت بتاريخ 1 نوفمبر في مركز كينيدي للفضاء أيضاً، بعد عشرة أيام مكثتها الرحلة في الفضاء، هدف الرحلة نشر قمر صناعي مختص في الليزر الجيوديناميكية بالتعاون بين ناسا ووكالة الفضاء الإيطالية، بلغ عدد الرواد المشاركين في الرحلة ستة رواد.